# Utzův mechanický betlém
Utzův mechanický betlém je instalován v budově obecního úřadu v Olešnici v Orlických horách, tj. v místě svého vzniku. Byl vytvořen v první polovině dvacátého století Josefem Utzem. Betlém nebyl nikdy zcela dokončen. Zhotovitel betléma zemřel na následek úrazu. Unikátnost betléma spočívá v jeho dokonalém mechanickém provedení a kvalitní řezbářské práci. Betlém je veřejnosti přístupný a jeho prohlídky zabezpečuje informační centrum obce, které je umístěno v téže budově.

## Popis
Základ betléma tvoří rám z tvrdého dřeva o velikosti 485 × 200 cm. V zadní části konstrukce je hřídel o průměru 30 mm, která je poháněna elektromotorem a současně může být poháněna klikou.
Pohyb hřídele je pomocí šnekového převodu přenášen na řemenice, které unášejí vertikálně umístěný, kožený řemen. Do řemenu jsou osazeny kovové hroty, které zabezpečují pohyb 36 vozíků s figurkami, vyřezanými z lipového dřeva.
Figurky jsou označovány jako „daráčci „, což znamená lidé nesoucí dary narozenému Ježíšku.
Vozíky jsou čtyřkolové, osy vozíků jsou upraveny jako klikové hřídele a odtud jsou vedena táhla na nohy a ruce figurek. Betlém je rozdělen na dvě části a každá má svůj pás. Uprostřed betléma jsou jesličky, které mají pro své postavičky vlastní programové řízení, v několika variantách. Nejvíce pohybu je vytvořeno pro jezulátko, které se na svém lůžku zvedá, pohybuje nožkami, ručičkami i hlavou. Pro hudební doprovod sestavil autor mechanismus dvou gramodesek, které jsou střídavě přehrávány automatickým přesunem přenosky.

## O autorovi
Josef Utz se narodil v Horní Olešnici, v roce 1896. Jeho první zaměstnání bylo v elektrárně, v blízkosti jeho rodného domu. Později si zapůjčil dva tkalcovské stavy a vybudoval malou tkalcovnu. Tak poznal dokonale mechaniku tkalcovských stavů a práci se dřevem se naučil od místního řezbáře. Jeho snem bylo vybudovat betlém s dokonalejší mechanikou než je ten Proboštův v Třebechovicích. V roce 1944 byl zraněn při práci na cirkulárce a následkem zranění zemřel. Dílo tak zůstalo nedokončeno.

## Historie díla
Po smrti autora zůstal betlém jeho manželce Marii Utzové. Ta před svou smrtí v roce 1953 odkázala majetek své sestře, včetně dluhu na majetku z doby před válkou. Sestra Marie Utzové, Růžena Vlčková ukryla betlém u známých v Olešnici. V roce 1967 nabídla tato rodina betlém Národnímu muzeu. Betlém však byl převezen do Okresního muzea v Rychnově nad Kněžnou, kde byl ošetřen proti červotoči, zakonzervován a uložen v depozitu muzea. V roce 1999 byl betlém instalován v obci Olešnice v Orlických horách, ta pro betlém vytvořila expozici v budově úřadu, podle návrhu restaurátora pana Andrese. V letech 2014, 2015 a 2016 byl betlém restaurován a zdokumentován. Nyní je zcela přístupný veřejnosti.